# Flavio Andò
Flavio Andò (Palermo, 17 gennaio 1851 – Marina di Pisa, 31 luglio 1915) è stato un attore teatrale italiano.

## Biografia
Attore teatrale italiano di grande rilievo e notorietà nel periodo di fine Ottocento primi Novecento, dopo aver iniziato un corso di studi molto tormentato presso il Collegio Celesta di Palermo - dove mostrò subito la sua propensione e il suo amore per la recitazione - fuggì da casa poco più che adolescente con i soldi sottratti al padre per recarsi a Napoli nel tentativo, fallito, di ottenere una scrittura teatrale. Costretto al rientro a Palermo, venne obbligato a completare gli studi e a impiegarsi in Comune.
Nonostante questa giovanile disavventura Andò non si perse d'animo e rispose successivamente al richiamo per il palcoscenico; ottenne finalmente una scrittura al Teatro Garibaldi di Palermo e cominciò una carriera colma di successi che non si sarebbe interrotta. Lavorò con alcuni esperti capocomici del tempo come Lambertini, Rizzatto e Boldrini nei più svariati generi teatrali, per passare poi con il celeberrimo Ernesto Rossi divenendone promettente allievo e rimanendo nella sua Compagnia per ben sette anni. Nel 1880 Andò divenne primo attore, lavorando inoltre con Eleonora Duse e con la quale costituì la Compagnia della città di Roma; fu proprio assieme alla grande attrice - legata anche sentimentalmente ad Andò sino alla brusca interruzione del rapporto avvenuta nel 1887, quando la Duse lo lasciò per Arrigo Boito - che l'attore palermitano recitò un vasto repertorio mietendo i primi grandi trionfi e si affermò come splendido Duval nella La signora delle camelie per poi ottenere un successo clamoroso a Torino con Cavalleria rusticana, interpretando rispettivamente i ruoli di Turiddu e Santuzza.
Nel 1897 entrò nella sua compagnia Tina Di Lorenzo che gli rimase accanto sulle scene sino al 1906. Nel 1901 Andò, al Teatro Costanzi di Roma, recitò assieme ad Irma Gramatica e Tina Di Lorenzo; fu proprio con quest'ultima ed Armando Falconi, marito della Di Lorenzo, che diede vita alla memorabile rappresentazione del dramma Romanticismo, che Gerolamo Rovetta, nel 1903, aveva scritto proprio per lui.
La sua carriera si protrasse sino allo scoppio della prima guerra mondiale quando la morte lo colse. Nelle sue compagnie recitarono e si formarono attori che poi divennero famosissimi fra i quali Antonio Gandusio (con il quale fonda la Andò-Paoli-Gandusio e che successivamente, sino alla morte, dirige nella celeberrima Gandusio-Borelli-Piperno dove recitano anche i giovani Lamberto Picasso e Wanda Capodaglio), Pio Campa (che gli restò accanto dal 1908 al 1909), Emma Gramatica, Maria Melato, Franco Becci, Bella Starace Sainati. Recitò inoltre con affermati attori teatrali dell'Ottocento (oltre al già citato Rossi) come Virginia Reiter, Giacinta Pezzana (con la quale formò nel 1910 la Andò-Pezzana in cui si formò il giovane Annibale Ninchi), Claudio Leigheb e molti altri ancora.
Morì a Marina di Pisa nel 1915.

## Omaggi
- A Marina di Pisa gli è stata dedicata una via.